# Erik Ode
Erik Ode, född 6 november 1910 i Berlin, död 19 juli 1983 i Kreuth, Bayern, var en tysk skådespelare och regissör. Han var son till skådespelaren Fritz Odemar. I Tyskland är Ode främst känd för sin huvudroll som kommissarie Keller i TV-serien Der Kommissar på ZDF under åren 1969-1976. Han belönades flera gånger med Bambipriset för denna roll. Han filmdebuterade dock som tolvåring 1923 då han gjorde en barnroll som Jesus och under 1930-talet medverkade han i ungdomsroller i tysk film. På 1950-talet började han även verka som filmregissör.

## Filmografi, urval
- 1931 – Två blå ögon och en tango
- 1932 – F.P.1 svarar ej
- 1933 – Säsong i Kairo
- 1933 – Vad kvinnor drömma
- 1934 – Charleys tant
- 1936 – Kring drottningen
- 1937 – Kärlekens land
- 1939 – Ett hopplöst fall